# Alcide Berloffa
Alcide Berloffa (Sardagna, 23 luglio 1922 – Bolzano, 25 febbraio 2011) è stato un politico italiano esponente della Democrazia Cristiana.

## Biografia
Nel 1928, ancora bambino, si trasferisce con la famiglia a Bolzano. Primo di cinque figli di un operaio trentino, la sua famiglia si trasferì in Alto Adige quando il padre viene assunto come assistente edile presso il cantiere della costruenda centrale idroelettrica di Cardano. Nel capoluogo altoatesino frequenta elementari, medie e si diploma all'Istituto per geometri appena in tempo per essere chiamato alle armi. Terminato il conflitto si iscrive all'Università di Bologna dove si laurea in scienze economiche.
Risale a quegli anni anche l'approccio al mondo politico, avvenuto attraverso l'impegno nelle organizzazioni cattoliche di base, le ACLI in particolar modo, sodalizio di cui Berloffa diviene presidente provinciale dal 1949 al 1956 e al quale resterà legato per tutto l'arco della sua vita.

### Nelle istituzioni
L'11 luglio 1948 viene eletto, nella lista della Democrazia Cristiana, nel primo Consiglio Comunale di Bolzano del dopoguerra. Viene confermato nella carica con le elezioni del 14 dicembre 1952. Nel 1953 viene inserito nella lista regionale per la Camera della DC. È il primo dei non eletti con 6.496 preferenze ma ottiene egualmente il seggio per effetto dell'opzione di Alcide De Gasperi, eletto anche in altri collegi.
Nelle successive elezioni del 25 maggio 1958 ottiene invece l'elezione diretta ed immediata. Con 17.429 preferenze è il quinto dei cinque deputati ottenuti dalla DC. È eletto per la terza volta consecutiva alla Camera il 28 aprile del 1963, ottenendo 13.656 preferenze.
Il 19 maggio 1968 l'aver ottenuto oltre 20.000 preferenze (20.837) non gli basta per essere uno dei quattro candidati DC che vengono eletti alla Camera. Per tornare a Montecitorio Alcide Berloffa deve attendere le elezioni politiche del 7 maggio 1972, quando, con 26.060 preferenze, è il terzo dei cinque eletti della DC. Nella successiva tornata elettorale del 20 giugno 1976 ottiene solo 12.307 preferenze e non viene quindi eletto. Non si ricandiderà più.
Il 28 giugno 1972 assume l'incarico di Presidente delle Commissioni dei 6 e dei 12, incaricate di elaborare le norme di attuazione del nuovo Statuto di autonomia. Manterrà entrambi gli incarichi sino al 14 settembre 1994, quando viene sollevato dall'incarico su decisione del primo Governo Berlusconi.
Nel 1977 viene nominato dal Governo Consigliere di Stato, carica che mantiene sino al 1994. L'ultimo impegno pubblico di Alcide Berloffa avviene nell'ambito della costituenda Libera Università di Bolzano. Dal 1998 al 2002 fa parte del Consiglio di fondazione e dal 2002 al 2006 è Vicepresidente del Consiglio di Amministrazione.

### L'impegno politico per l'autonomia
Sin dall'inizio del suo impegno politico Alcide Berloffa è uno degli esponenti di rilievo di quella parte della DC altoatesina che contesta la linea di aspro confronto con le istanze dei sudtirolesi portata avanti soprattutto dall'avvocato Angelo Facchin, esponente di spicco dello Scudo Crociato dal dopoguerra in poi e più volte eletto alla Camera. Il confronto tra i due schieramenti si manifesta con particolare asprezza verso la metà del anni '50 e si risolve con la vittoria della cosiddetta "Sinistra", quando la Direzione Nazionale decide di commissariare la DC altoatesina, affidandone la gestione provvisoria proprio a due esponenti della corrente di sinistra: Lidia Menapace e Giuseppe Farias. Berloffa, grazie al suo incarico parlamentare, inizia a porsi come interlocutore fondamentale per le forze governative che cercano di risolvere sul piano del dialogo la difficile crisi scoppiata con il fallimento della prima autonomia regionale. Fondamentale la sua partecipazione, dal 1961 al 1964, ai lavori della Commissione dei 19 che prepara il terreno all'apertura del dialogo, dopo anni di scontro politico e diplomatico e di violenze terroristiche, tra Roma, Vienna e Bolzano.
Alcide Berloffa è il politico che affianca Aldo Moro nell'ultima fase dei colloqui che porta all'approvazione del "Pacchetto" e, tra il 1971 e il 1972, alla nascita con legge costituzionale del nuovo Statuto di autonomia.
A lui Aldo Moro e poi Giulio Andreotti affidano il compito di pilotare la difficilissima fase di attuazione della nuova autonomia. È questa la fase nella quale su Berloffa si appuntano le critiche di una parte consistente della comunità italiana dell'Alto Adige, esposta agli effetti di un radicale mutamento negli assetti politici che concentra gran parte dei poteri e delle competenze in mano sudtirolese. Da qui nasce anche la fine della sua esperienza parlamentare. Alcide Berloffa prosegue comunque il suo impegno politico restando alla guida di una corrente della quale fanno parte tra gli altri Armando Bertorelle, Giorgio Pasquali, Giancarlo Bolognini e Luigi De Guelmi.
Il ruolo politico di Alcide Berloffa si esaurisce sostanzialmente con la chiusura della vertenza altoatesina nella tarda primavera del 1992. Dal 1994 in poi il suo impegno continua a manifestarsi nelle formazioni politiche che si propongono come eredi della tradizione della sinistra democristiana: il Partito Popolare prima e la Margherita poi.
Sono anche gli anni nei quali a colui che viene considerato come uno dei padri del "Pacchetto" vengono tributati i meritati riconoscimenti. Nel 1993 gli viene assegnata un'alta onorificenza austriaca, la Großes Silbernes Ehrenzeichen am Bande für Verdienste um die Republik Österreich. Nel 2001 riceve il premio intitolato ad un altro dei padri del progetto di pacificazione in Alto Adige, il Vescovo Monsignor Joseph Gargitter.

### L'Hockey Club Bolzano
Fu presidente dell'Hockey Club Bolzano dal 1960 al 1964: con lui alla guida la squadra vinse nel 1963 il suo primo scudetto.

### La malattia e la morte
Dopo aver sofferto negli ultimi anni della sua vita di demenza senile, è morto il 25 febbraio 2011 presso la clinica S. Maria (Marienklinik) di Bolzano. ll 18 gennaio 2012 viene perfezionato il conferimento di una larga parte del suo archivio privato all'Archivio Provinciale di Bolzano che ne cura la catalogazione.

## Memoria
Nel 2021 è stata predisposta, nel parco della stazione di Bolzano, un'installazione dedicata alla memoria di Alcide Berloffa, all'interno di un percorso dedicato alla storia dell'Autonomia sudtirolese posto in piazza Silvius Magnago.